# Зустрічі та розставання
«Зустрічі та розставання» — радянський художній фільм 1973 року, знятий режисером Ельйором Ішмухамедовим на кіностудії «Узбекфільм».

## Сюжет
Узбецький юнак Рустам, другий пілот вертольота, бере участь у будівництві високовольтної лінії в Альпах. Якось у Західній Німеччині, куди він був спрямований у тривале відрядження, герой знайомиться з узбецькими емігрантами. Зовнішнє благополуччя нових друзів дуже скоро оголило катастрофічність доль кожного. Ці зустрічі сприяють духовному і цивільному змужнінню Рустама, герой наново відкриває собі необхідність і важливість батьківщини, де його давно чекають рідні та близькі.

## У ролях
- Талгат Нігматулін — Рустам, вертольотчик
- Шукур Бурханов — Юнус-Алі, старий-емігрант
- Бакен Кидикєєва — Хадіча-Хон, дружина Юнус-Алі
- Хамза Умаров — Хафіз
- Саїб Ходжаєв — дід Рустама
- Лютфі Саримсакова — мати Хафіза
- Сайрам Ісаєва — дружина Хафіза
- М. Ріхтерова — епізод
- Набі Рахімов — батько Рустама
- Неля Атауллаєва — мати Рустама
- Микола Гринько — Пахомов
- Сергій Плотников — Рябінін
- Джавлон Хамраєв — Абдурахман
- Садріддін Зіямухамедов — епізод
- Ровшан Агзамов — епізод
- Шухрат Іргашев — епізод
- Машраб Юнусов — епізод
- Гюзель Апанаєва — епізод
- Гані Агзамов — епізод
- Бехзод Хамраєв — епізод
- Меліс Абзалов — Юнусалі, старший син
- Джура Таджиєв — епізод
- Алім Ходжаєв — епізод

## Знімальна група
- Режисер — Ельйор Ішмухамедов
- Сценаристи — Одельша Агішев, Ельйор Ішмухамедов
- Оператори — Геннадій Карюк, Шухрат Махмудов
- Композитор — Шандор Каллош
- Художники — Сергій Бархін, Садріддін Зіямухамедов